# Zheng Wu
Zheng Wu (鄭武S, Zhèng WǔP; Hangzhou, 7 agosto 1967) è un ex cestista cinese.

## Carriera
Con la Cina ha disputato due edizioni dei Giochi olimpici (Atlanta 1996 e Sydney 2000) e i Mondiali 1994.